# Dusona libertatis
Dusona libertatis är en stekelart som först beskrevs av Teunissen 1947.  Dusona libertatis ingår i släktet Dusona och familjen brokparasitsteklar. Inga underarter finns listade i Catalogue of Life.